# Wikipedia litewskojęzyczna
Wikipedia litewskojęzyczna – litewskojęzyczna edycja Wikipedii i zarazem największa litewska darmowa encyklopedia. Założona została 20 lutego 2003, a w grudniu 2005 miała około 10 000 artykułów. Pułap 50 000 został osiągnięty pierwszego dnia sierpnia 2007 roku, a 18 stycznia 2010 liczba artykułów przekroczyła 100 000. Obecnie (grudzień 2013) ich liczba przekroczyła 160 000, a litewskojęzyczna Wikipedia znajduje się na 36. miejscu międzynarodowego rankingu. Posiada 14 artykułów medalowych i 92 dobre artykuły.